# 주중국 미국 대사관
주중국 미국 대사관(영어: Embassy of the United States, Beijing, 중국어 간체자: 美国驻华大使馆, 정체자: 美國駐華大使館, 병음: Měiguó zhùhuá Dàshǐguǎn)은 미국 정부가 중화인민공화국 베이징시에 설치한 대사관이다.

## 역사

### 초반

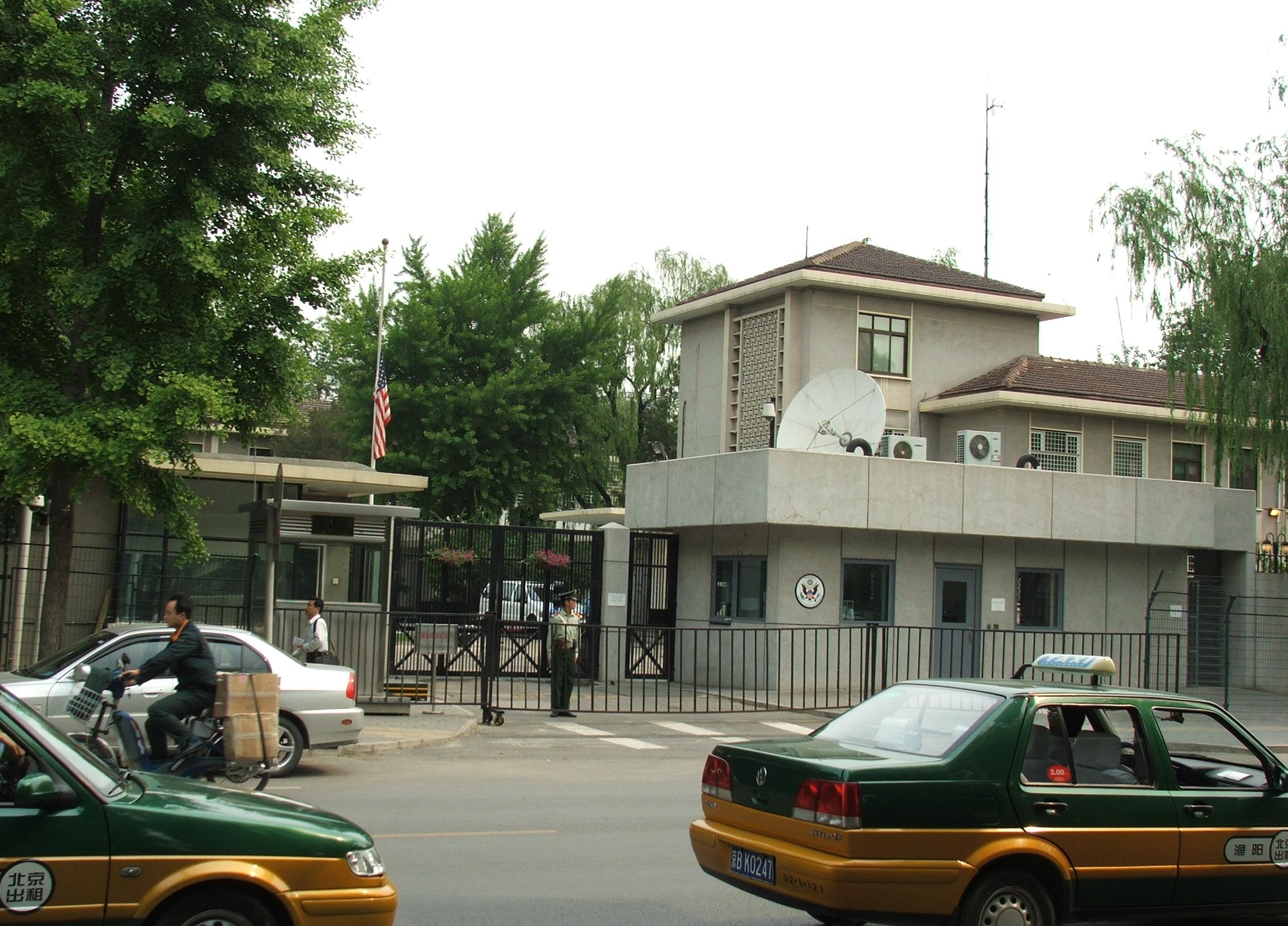
옛 주중국 미국 대사관 청사 (현재는 주중국 미국 대사 관저로 사용되고 있음)

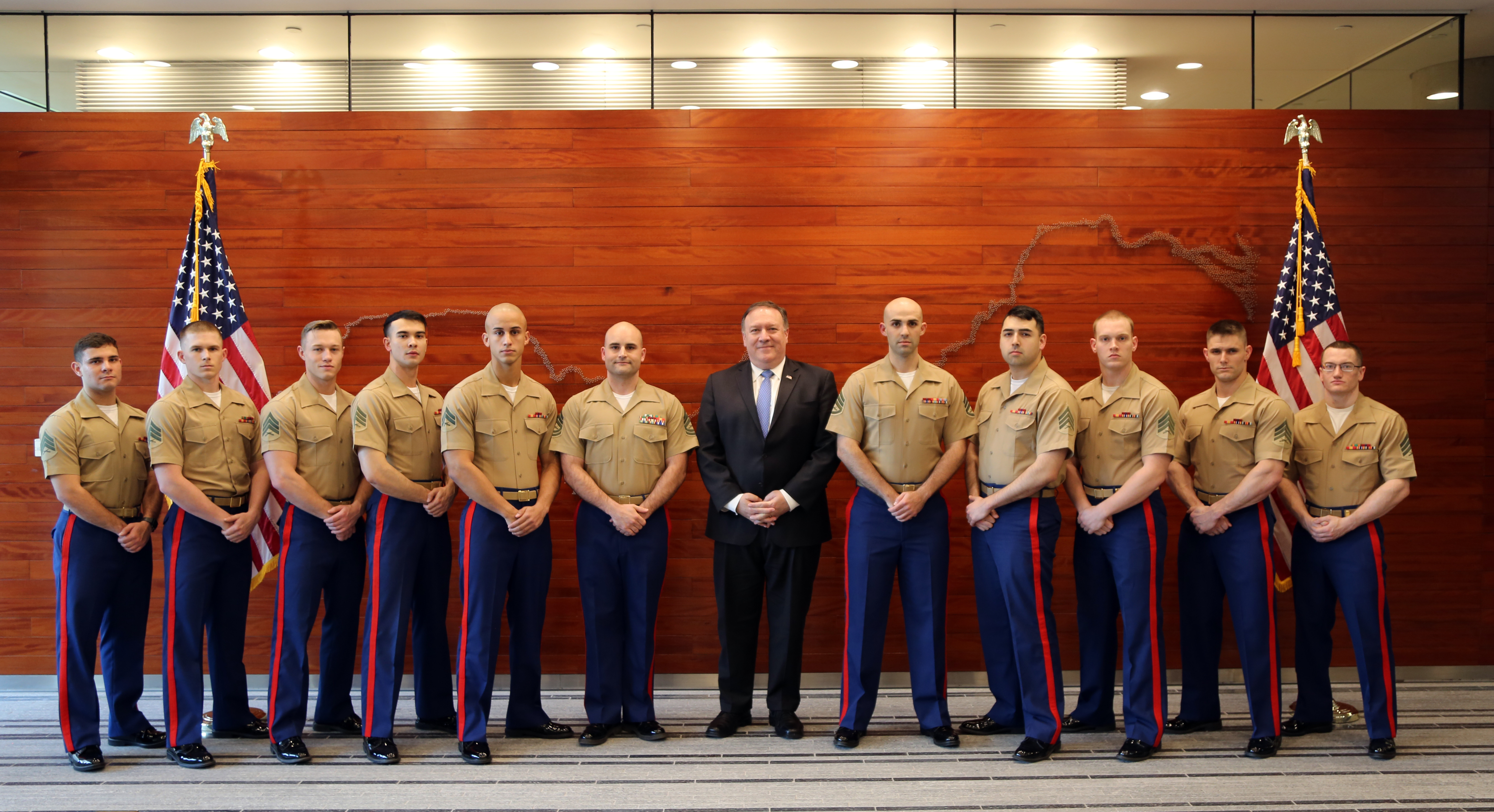
주중국 미국 대사관에서 근무하는 미국 해병대 대사관경비단 소속 병사들을 만난 마이크 폼페이오 미국 국무장관

주중국 미국 대사관의 역사는 청나라 동치제 시대로 거슬러 올라간다. 제2차 아편 전쟁 이후에 톈진 조약이 체결되면서 영국(그레이트브리튼 아일랜드 연합왕국), 프랑스가 잇따라 베이징시에 위치한 동교민항(東交民巷)에 공사관을 설치했다. 1862년에는 미국이 영국, 프랑스에 이어 동교민항로 이남, 어하(御河) 이서 지역에 공사관을 설치했는데 이는 주청 러시아 제국 공사관의 남쪽, 주청 네덜란드 공사관의 동쪽에 있었다. 이후 주청 미국 공사관은 네덜란드 공사관 동쪽 끝에서 서쪽 끝인 지금의 첸먼둥제(前門東街) 23호로 이전되었다.

### 난징 이전
1928년에 중화민국 국민정부가 수도를 난징시로 이전하자 미국 정부 또한 주난징 공사관이 베이징시에서 난징시로 이전되었음을 확인했다. 난징 주재 미국 공사관 청사는 상하이루(上海路) 82호에 있었다. 1935년에 넬슨 T. 존슨(Nelson T. Johnson)이 초대 주중화민국 미국 대사로 임명되면서 주난징 미국 공사관도 대사관으로 승격되었다.

### 중일 전쟁
1937년에 중일 전쟁이 일어나면서 주난징 미국 대사관 또한 임시수도였던 충칭시로 이전했는데 충칭 주재 미국 대사관 청사는 위중구 젠캉루(健康路) 1호에 있었다. 1938년 8월에는 넬슨 T. 존슨 대사가 대사관 직원들과 함께 충칭시로 피신했다. 또한 충칭으로 이전한 미국 공보처는 충칭촌 57-1호에 위치했다. 충칭 주재 미국 대사관은 바로크 건축 양식을 띤 벽돌 목조 건축물로서 너비는 32.5m, 깊이는 12.73m, 높이는 10.73m이고 동쪽 방향으로 지어졌다.

### 난징 재이전
1946년에 국민정부가 원래 수도였던 난징으로 돌아오면서 주충칭 미국 대사관도 충칭에서 난징으로 이전했다. 1946년 4월에는 주난징 미국 대사관이 시캉루(西康路) 33호(현재의 시캉루 18호)에 설립되었다. 이 건축물은 같은 모양을 띤 서양식 벽돌집 3채와 서양식 단층집 3채로 구성되어 있다. 서양식 벽돌집 3채는 높이 2층, 지하 1층 건물로서 면적은 각각 936m2이고 평면은 오목한 형태를 띠고 있다. 서양식 단층집 3채는 면적이 각각 96m2인 건물인데 수행원과 고용인의 관저로 사용되었다.
국공 내전이 진행 중이던 1949년에 중국 인민해방군이 난징에 입성하면서 존 레이튼 스튜어트(John Leighton Stuart) 주중화민국 미국 대사는 1949년 8월에 난징을 떠나 미국으로 귀국하게 된다. 1949년 10월 1일에 중화인민공화국이 수립된 이후에 1950년 2월 18일에 중국 난징에 마지막으로 남아 있던 외교관인 레너드 L. 베이컨(Leonard L. Bacon)이 미국으로 귀국하면서 주난징 미국 대사관이 폐쇄되었다. 현재는 장쑤성의 성급 기관 숙박 시설로 사용되고 있다. 2002년에는 장쑤성 인민정부가 이 곳을 장쑤성 제5차 문화재 보호 단위에 포함시켰다.

### 타이베이 이전
1949년 12월에 중화민국 정부가 타이완으로 이전하면서 미국은 1950년에 미국은 타이베이시에 타이완 주재 미국 대사를 파견했고 기존의 주타이베이 미국 총영사관(현재의 타이베이 필름하우스)을 폐쇄했다. 1954년 이후에 주타이베이 미국 대사관은 베이먼(北門) 부근으로 이전했는데 문패 주소는 타이베이시 중정루(中正路) 1842호로 편성되었다가 나중에 중샤오시루(忠孝西路) 2단 2호로 변경되었다. 주타이베이 미국 대사관 영사부는 원래 신이루(信義路)에 설치되었다가 1972년 11월 14일에 이전하면서 난징시루(南京西路) 2단 87호로 변경되었다.
미국 정부는 1979년 1월 1일을 기해 중화인민공화국과의 외교 관계를 수립하면서 중화민국과의 외교 관계를 단절했다. 이에 따라 1978년 12월 31일 오후 5시 12분에 주타이베이 미국 대사관에 내걸려 있던 미국의 국기가 내려졌다. 1979년 2월 28일을 기해 주타이베이 미국 대사관이 폐쇄되었으며 나중에 타이완 재정부 타이베이 국세국 본부로 개조되었다.

### 베이징 시대
1972년에 일어난 미국의 리처드 닉슨 대통령의 중화인민공화국 방문을 계기로 미국 정부는 중화인민공화국과의 외교 관계 수립을 추진했다. 이에 따라 미국 정부는 1973년 5월에 중국 베이징에 연락 사무소를 설치했다. 1979년 1월 1일을 기해 미국이 중화인민공화국과의 외교 관계를 수립하면서 주베이징 미국 연락 사무소도 주중국 미국 대사관으로 승격되었는데 베이징 젠궈먼(建國門) 밖 제1대사관 구역 내에 설치된 슈수이베이제(秀水北街) 3호에 주베이징 미국 대사관이 설립되었다.
2004년에는 베이징 량마허(亮馬河) 인근과 차오양구 안자러우루(安家樓路) 55호에 위치한 제3대사관 구역에 주중국 미국 대사관을 새로 건립하는 사업이 시행되었는데 이는 미국 국무부 역사상 2번째로 큰 해외 건축물 건립 사업이기도 했다. 2008년에 주중국 미국 대사관 신관이 정식으로 문을 열었다. 건축물군은 총 40,468.6m2(10에이커)의 대지에 5개의 건축물로 구성되어 있는데 8층 규모의 주 건물 1개, 정원 건물 1개, 해병대 위병 초소 1개, 영사·비자 사무소 1개, 다목적 부속 건물 1개를 포함한다. 주중국 미국 대사관의 규모는 이라크 바그다드에 위치한 주이라크 미국 대사관, 아르메니아 예레반에 위치한 주아르메니아 미국 대사관에 이어 3번째로 큰 편이다.
에너지 절약과 지속 가능성한 설계를 중시하여 경관 디자인에서 중국의 전통 건축 양식을 많이 본떠서 설계했다. 또한 대사관 안에는 마야 린, 차이궈창, 베티 우드먼, 로버트 라우션버그, 지윈페이, 제프 쿤스, 하이보, 마틴 퍼이어를 비롯한 미국과 중국 양국의 예술가들이 제작한 작품들이 전시되어 있다.

## 관할 구역
- 주중국 미국 대사관: 베이징시, 톈진시, 간쑤성, 허베이성, 내몽골 자치구, 닝샤 후이족 자치구, 산둥성, 산시성(山西省), 산시성(陝西省), 칭하이성, 신장 위구르 자치구
- 주상하이 미국 총영사관: 상하이시, 장쑤성, 저장성, 안후이성
- 주광저우 미국 총영사관: 광둥성, 푸젠성, 광시 좡족 자치구, 하이난성
- 주선양 미국 총영사관: 랴오닝성, 지린성, 헤이룽장성
- 주우한 미국 총영사관: 후베이성, 후난성, 장시성, 허난성
- 주청두 미국 총영사관(1985년 개관, 2020년 폐쇄): 쓰촨성, 윈난성, 구이저우성, 티베트 자치구, 충칭시
- 주홍콩·마카오 미국 총영사관(미국 국무부 직할): 홍콩, 마카오

## 역대 주중국 미국 대사
역대 주중국 미국 대사는 1973년 5월부터 1979년 3월까지 운영된 주베이징 미국 연락 사무소 시절을 포함한다.

### 주베이징 미국 연락 사무소장
1. 데이비드 K. E. 브루스 (영어: David K. E. Bruce, 1973년 5월 14일 ~ 1974년 9월 25일)
2. 조지 H. W. 부시(영어: George H. W. Bush, 1974년 9월 26일 ~ 1975년 12월 7일)
3. 토머스 S. 게이츠 주니어 (영어: Thomas S. Gates Jr., 1976년 5월 6일 ~ 1977년 5월 8일)
4. 레너드 우드콕 (영어: Leonard Woodcock, 1977년 7월 26일 ~ 1979년 3월 7일)

### 주중국 미국 대사
1. 레너드 우드콕 (영어: Leonard Woodcock, 1979년 3월 7일 ~ 1981년 2월 13일)
2. 아서 W. 허멀 주니어 (영어: Arthur W. Hummel Jr., 1981년 9월 24일 ~ 1985년 9월 24일)
3. 윈스턴 로드 (영어: Winston Lord, 1985년 11월 19일 ~ 1989년 4월 23일)
4. 제임스 릴리 (영어: James Lilley, 1989년 5월 8일 ~ 1991년 5월 10일)
5. J. 스테이플턴 로이 (영어: J. Stapleton Roy, 1991년 8월 20일 ~ 1995년 6월 17일)
6. 제임스 R. 새서 (영어: James R. Sasser, 1996년 2월 14일 ~ 1999년 7월 1일)
7. 조지프 프루어 (영어: Joseph Prueher, 1999년 12월 15일 ~ 2001년 5월 1일)
8. 클라크 T. 랜트 주니어 (영어: Clark T. Randt Jr., 2001년 7월 28일 ~ 2009년 1월 20일)
9. 존 헌츠먼(영어: Jon Huntsman, 2009년 8월 28일 ~ 2011년 4월 30일)
10. 게리 로크(영어: Gary Locke, 2011년 8월 16일 ~ 2014년 2월 21일)
11. 맥스 보커스(영어: Max Baucus, 2014년 3월 20일 ~ 2017년 1월 16일)
12. 테리 브랜스태드(영어: Terry Branstad, 2017년 7월 12일 ~ 2020년 9월 14일)
13. 니컬러스 번스(영어: Nicholas Burns, 2022년 4월 1일 ~ 현재)

## 사건 사고

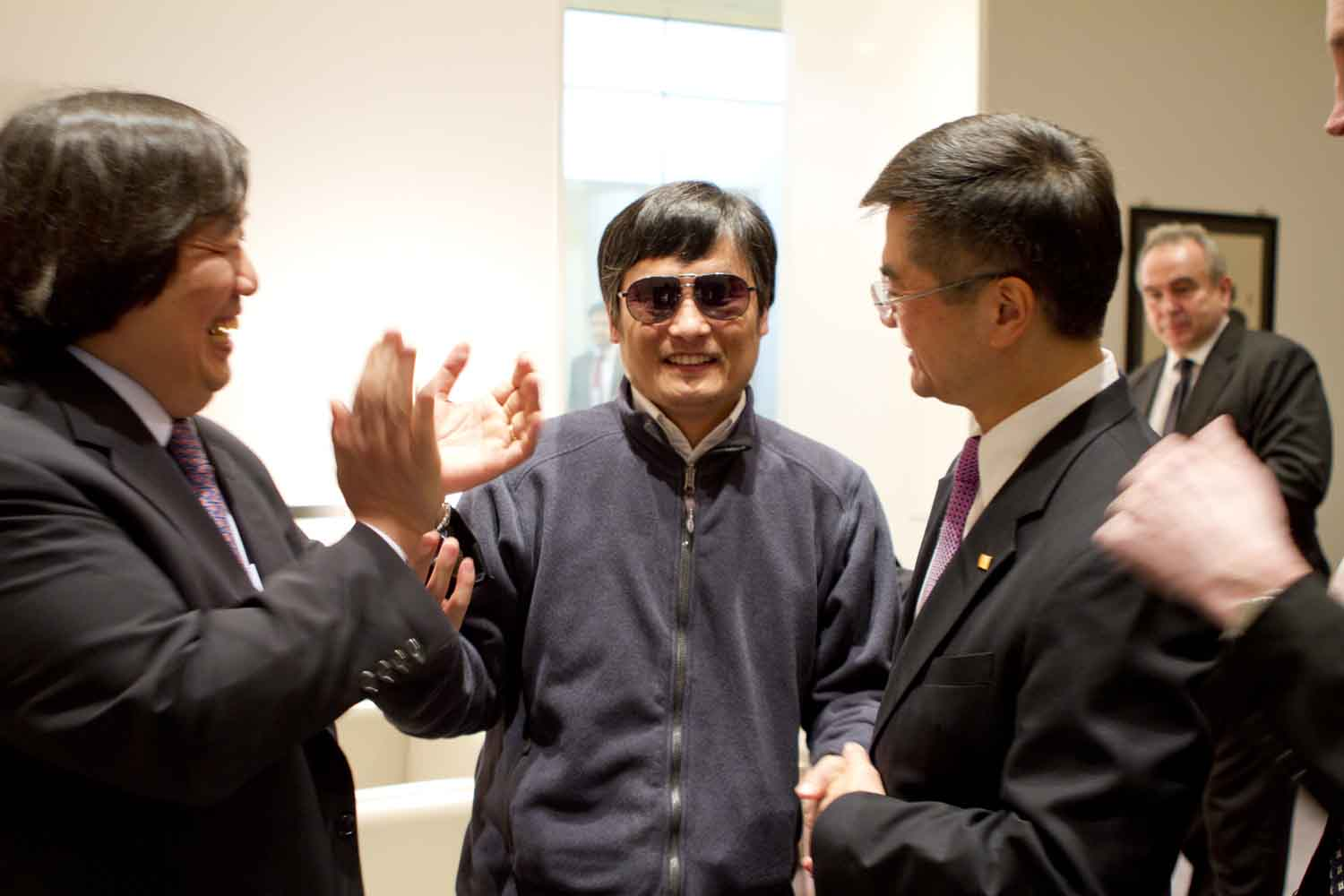
주중국 미국 대사관에서 천광청을 만난 게리 로크 주중국 미국 대사

- 중국의 물리학 교수인 팡리즈(方勵之)가 베이징에서 1989년 톈안먼 사건이 발생한 이후에 자신의 아내와 함께 주중국 미국 대사관에 가서 정치적 망명을 신청했다.
- 주중국 미국 대사관은 2008년부터 매 시간마다 공식 홈페이지와 트위터를 통해 베이징시의 미세먼지(PM 2.5) 농도 모니터링 데이터를 게재하고 있다.[9][10] 이에 중국 대중들은 "대기질이 양호하다"는 중국 정부의 공식적인 발표에 대한 신뢰성에 의문을 제기했다. 또한 우샤오칭(吳曉靑) 중국 환경보호부 부부장은 "국제 사회의 원칙에 부합하지 않는다는 점, 엄밀하지도 규범적이지도 않은 점, 외교 관계에 관한 빈 협약에 위배된다는 점"을 내세우면서 중국 주재 각국 대사관에 중국의 대기질 자료 모니터링을 중단할 것을 요구하는 한편 "다른 나라의 내정 불간섭" 원칙을 언급하면서 미국에 직격탄을 날렸다.[11] 우샤오칭의 이러한 행동은 중국의 네티즌들로부터 염치 없는 비난을 받았다.[12]
- 2012년 4월에는 중국의 반체제 인사이자 인권 운동가인 천광청(陳光誠)이 동료 반체제 인사의 도움을 통해 자신이 가택 연금되어 있던 산둥성을 탈출하여 베이징 주재 미국 대사관에 신변 보호를 요청했다.[13]
- 2013년 11월 3일에는 주중국 미국 대사관 청사에서 프리즘 체계에 사용된 "하얀색 작은 상자"가 중국 언론에 의해 폭로되었다. 중국 관영 매체인 《환구시보》(環球時報) 기자가 주중국 미국 대사관에 전화를 걸자 교환원은 "주말에 당직 근무 중이어서 문의를 할 수 없다."고 밝혔다.[14]
- 2018년 5월 29일에는 주중국 미국 대사관의 공식 웨이보가 2018년 4월 25일에 발표된 《미국 국무부 인권 보고서》를 소개하면서 주중국 미국 대사관 링크를 게재하는 한편[15] 약 80,000글자 길이의 《2017년 중국(티베트·홍콩·마카오 포함) 인권 보고서》를 게재했다. 주중국 미국 대사관이 공식 웨이보에 중국 인권 보고서를 게재한 것은 사상 처음이다.[16][17][18] 주중국 미국 대사관의 공식 웨이보와 논평은 중국 정부의 인터넷 검열을 극히 적게 받기 때문에 중국의 네티즌들의 "언론의 자유의 비지(飛地)"로 여겨지고 있다.[19][20]
- 2018년 7월 26일에는 베이징 현지 시간으로 오후 1시쯤에 주중국 미국 대사관 부근에서 폭발이 발생하여 여러 구역 밖에서 폭발음이 들렸다.[21] 이에 중국 정부는 장(姜)씨 성을 가진 한 남자가 대사관 밖에서 폭죽과 같은 장치를 점화하면서 폭발이 일어났다고 발표했는데 가해자는 본인이 폭행을 당하고 병원에 이송되어 치료를 받았고 다른 사람은 다치지 않았다.[22][23]

## 같이 보기
- 미중 관계
- 주미국 중국 대사관